# Haematobosca croceicornis
Haematobosca croceicornis är en tvåvingeart som beskrevs av Adrian C. Pont och Dsouri 2009. Haematobosca croceicornis ingår i släktet Haematobosca och familjen husflugor.
Artens utbredningsområde är Gabon. Inga underarter finns listade i Catalogue of Life.